# Лайбах (група)
„Ла̀йбах“ (на словенски: Laibach – немското име на Любляна по време на Хабсбургската монархия и Югославската операция през Втората световна война) е словенска музикална група, изпълняваща музика предимно в жанровете индъстриъл, маршъл индъстриъл и неокласика. Основана е през 1980 г. в миньорския град Търбовле в тогавашна Югославия. Представлява музикалното крило на творческия колектив „Нойе Словенише Кунст“ (НСК, „Ново словенско изкуство“), създаден с нейна помощ през 1984 г. Изнася концерти в множество страни по света, като гостува неколкократно в България и е една от малкото западни групи, изнесли концерт в Северна Корея.
Още от ранните си години е предмет на противоречия поради употребата си на образи и символика, свързани с тоталитаризма, национализма и милитаризма. Членовете ѝ залагат на това схващане през цялото съществуване на групата. Вследствие на това добива дисидентски статут и е цензурирана и забранена в Югославия с довода, че е упадъчна, но успява междувременно да изнася концерти в чужбина, чрез които набира известност. След обявяването на Словения за независима държава през 1991 г. „Лайбах“ започва да се приема по-широко от обществеността и се превръща постепенно в народна културна икона.
Ранните албуми на групата са в стила индъстриъл и включват тежки ритми и груби вокали. В средата на 80-те години звукът става слоево по-богат и понякога включва отрязъци от класически и поп творби. Текстовете на песните са на немски, словенски и английски език и са първоначално на военна тематика, а впоследствие засягат с умишлено двусмислени послания нашумели за времето си политически събития. В репертоара си групата има и кавъри на някои известни песни, като по-леките мелодии често добиват по-зловещо звучене в готически стил.
Съставът претърпява множество изменения през годините. Най-познатият е този с Деян Кнез, Милан Фрас, Ервин Маркошек и Иван Новак – Яни. Групата записва филмови саундтракове, театрална музика и има редица творчески сътрудничества с гостуващи изпълнители, включително и със Словенския симфоничен оркестър, а отделните членове на „Лайбах“ развиват и странични самостоятелни творчески дейности.

## Членове
През 1978 г. Деян Кнез – син на известния словенски художник Янез Кнез – основава първата си група „Салте Морале“, която през лятото на 1980 г. се превръща в „Лайбах“. Първоначалният състав включва Деян Кнез, Сречко Байда, Андрей Лупинц, Томаж Хостник и Марко Кошник. Не след дълго се присъединяват Милан Фрас и Иван Новак – Яни, който е роднина на Деян Кнез.
От средата на 80-те до средата на 90-те години членовете използват често псевдонимите Ебер, Залигер, Дахауер и Келер, заимствани от имената на художниците Елк Ебер, Иво Залигер и Вилхелм Дахауер. Залигер се използва първоначално от Томаж Хостник, а по-късно – от Иван Новак. Ебер се използва от Деян Кнез, а бившият член Андрей Лупинц продължава да използва псевдонима Келер и след напускането си на групата.

### Официални членове (псевдоними)
- Ебер (вокал)
- Залигер
- Дахауер
- Келер

### Настоящ състав (към 2024 г.)
- Милан Фрас – вокал
- Иван Новак – Яни – фронтмен
- Марина Мортенсон – вокал, акустична китара
- Витя Балжалорски – китара
- Боян Кърхланко – барабани
- Лука Ямник – синтезатор
- Рок Лопатич – синтезатор

### Бивши членове
- Томаж Хостник – вокал
- Деян Кнез – клавишни, електронни, ударни (напуснал през 2006 г.)
- Сречко Байда – електронни
- Андрей Лупинц – електронни
- Бине Зерко
- Ервин Маркошек – ударни, клавишни, електронни (напуснал през 1989 г., завърнал се за албума Kapital и участвал в снимките до албума WAT)
- Марко Кошник – електронни
- Мина Шпилер – вокал, синтезатори
- Вася Улрих – вокал в някои ранни песни и в някои песни от албумите NATO и Kapital
- Янко Новак – вокал в някои песни от албума Let It Be
- Роман Дечман – ударни (1986 – 2006 г.)
- Никола Секулович – бас
- Матей Мършник – китара
- Драгослав Радойкович – ударни
- Даре Хоцевар – бас
- Борут Кържишник – китара
- Ото Римеле – китара
- Ева Брезникар – вокал, перкусии
- Наташа Реговец – вокал, перкусии
- Сашо Фолмайер – синтезатор
- Борис Бенко – вокал
- Примож Хладник
- Дамян Бизил – синтезатор
- Изток Турк – електронни, композитор
- Аня Рупел – вокал
- Йоже Пегам – различни инструменти
- Матяж Пегам
- Петър Млакар – реч
- Сашо Подгоршек – видео
- Светозар Мишич – документация
- Анже Розман – оркестрация на живо
- Алваро Домингес Васкес – оркестрация на живо
- Славко Авсеник-младши – оркестрация и хорови аранжименти (от албумите Opus Dei до Spectre)

## Дискография

### Студийни албуми
- 1985 – Laibach
- 1986 – Nova Akropola
- 1987 – Opus Dei
- 1988 – Let It Be
- 1989 – Sympathy for the Devil
- 1992 – Kapital
- 1994 – NATO
- 1996 – Jesus Christ Superstars
- 2003 – WAT
- 2006 – Volk
- 2008 – Laibachkunstderfuge
- 2014 – Spectre
- 2018 – The Sound of Music
- 2019 – Party Songs
- 2020 – Laibach Revisited
- 2022 – Wir sind das Volk
- 2023 – Sketches of the Red Districts
- 2023 – Love Is Still Alive

### Концертни албуми
- 1985 – Neu Konservatiw (преиздаден на компактдиск през 2003 г.)
- 1986/1990 – The Occupied Europe Tour 83-85 (записан през 1986 г., но издаден през 1990 г.)
- 1993 – Ljublana-Zagreb-Beograd
- 1997 – M.B. 21 December 1984
- 2002 – The John Peel Sessions
- 2007 – Volk Tour London CC Club 16 April 2007
- 2012 – Monumental Retro-Avant-Garde - Live at London Tate Modern 14 April 2012
- 2021 – We Forge the Future

### Сборни албуми
- 1985 – Rekapitulacija 1980-1984
- 1987 – Slovenska Akropola
- 2004 – Anthems
- 2011 –Gesamtkunstwerk – Dokument 81-86
- 2012 – An Introduction to… Laibach

### Саундтракове
- 1986 – Krst pod Triglavom – Baptism/Klangniederschrift einer Taufe
- 1990 – Macbeth
- 2012 – Iron Sky – The Original Soundtrack
- 2017 – Also sprach Zarathustra
- 2023 – Iron Sky: The Coming Race